# وسایل آشپزی و قنادی

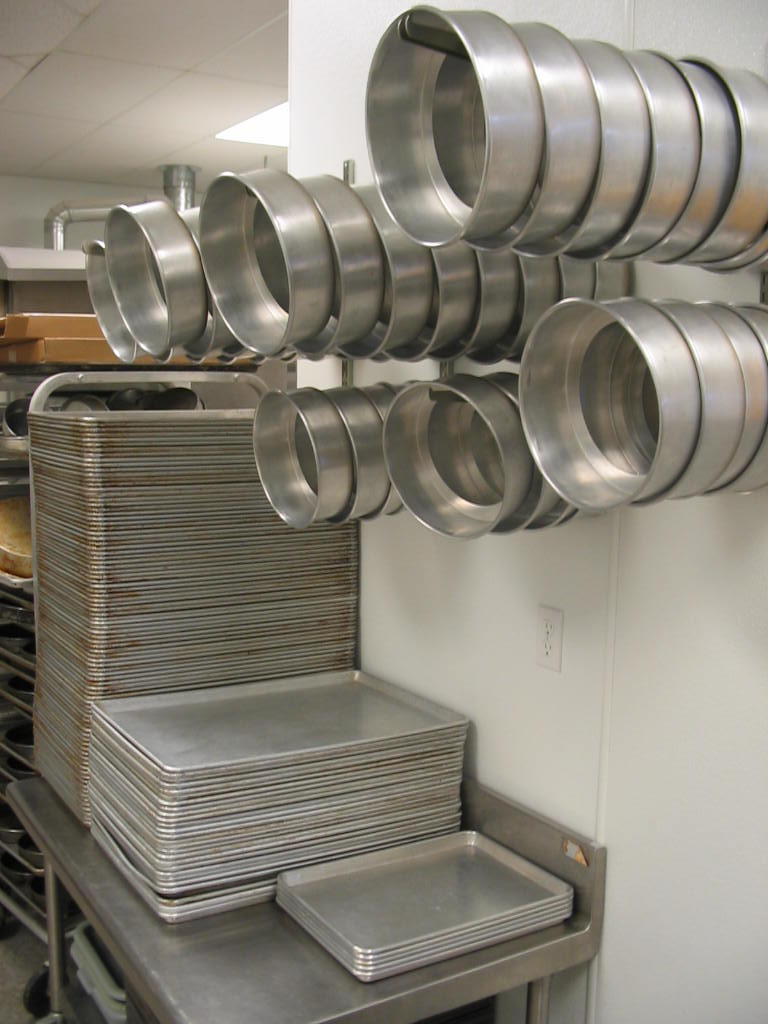
تابه‌های مختلف برای پخت‌وپز تجاری

وسایل آشپزی و قنادی (انگلیسی: Cookware and bakeware) انواع ظروف تهیه غذا هستند که به طور معمول در یک آشپزخانه یافت می‌شود. وسایل آشپزی شامل ظروف پخت‌وپز مانند قابلمه و ماهی تابه برای استفاده بر روی انواع اجاق گاز یا برای پخت انواع شیرینی و محصولات قنادی برای استفاده در داخل فر هستند. برخی از ظروف برای آشپزی یا قنادی به‌طور مشترک در نظر گرفته شده‌اند.

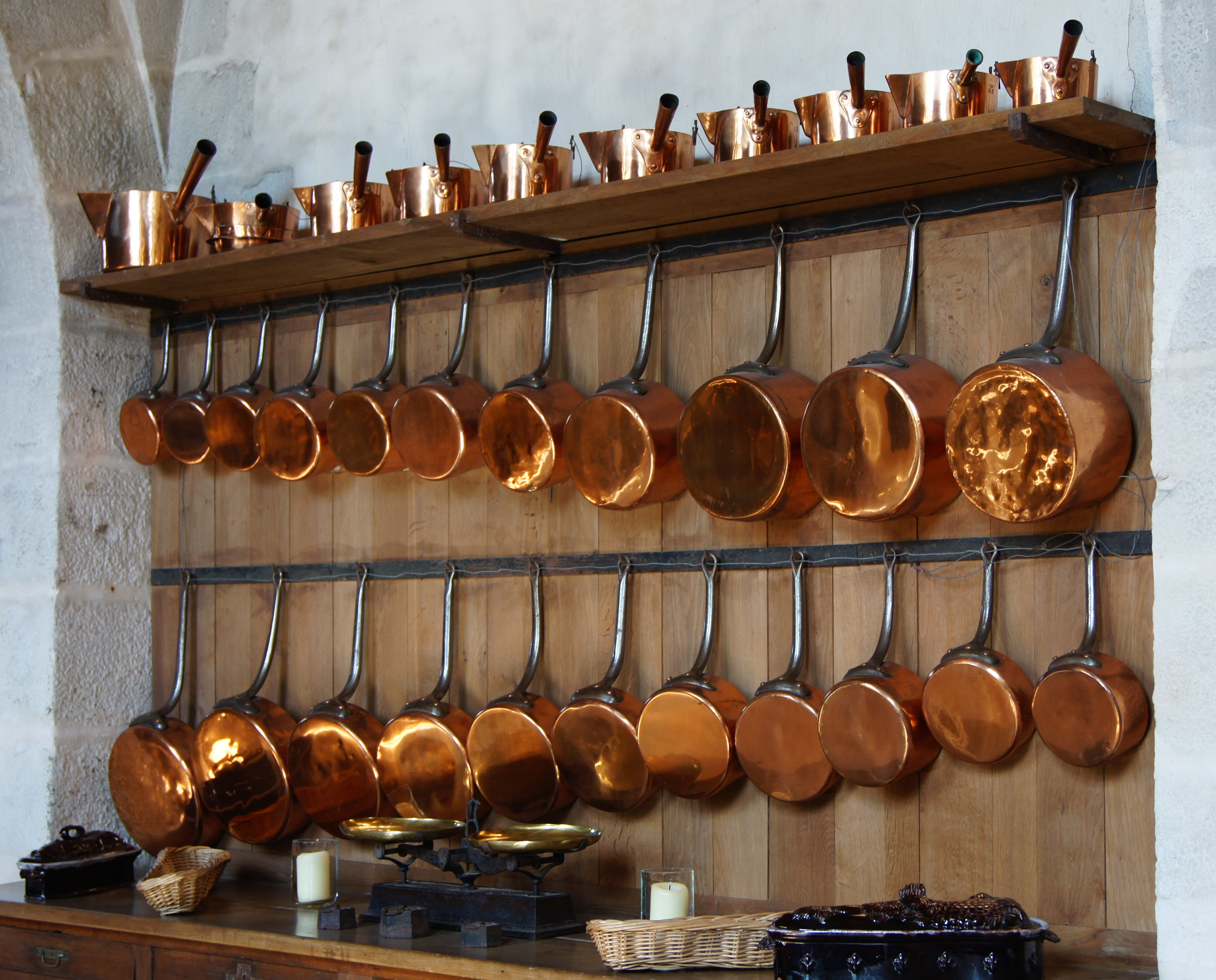
ظروف مسی در قلعه وو-لو-ویکنت.

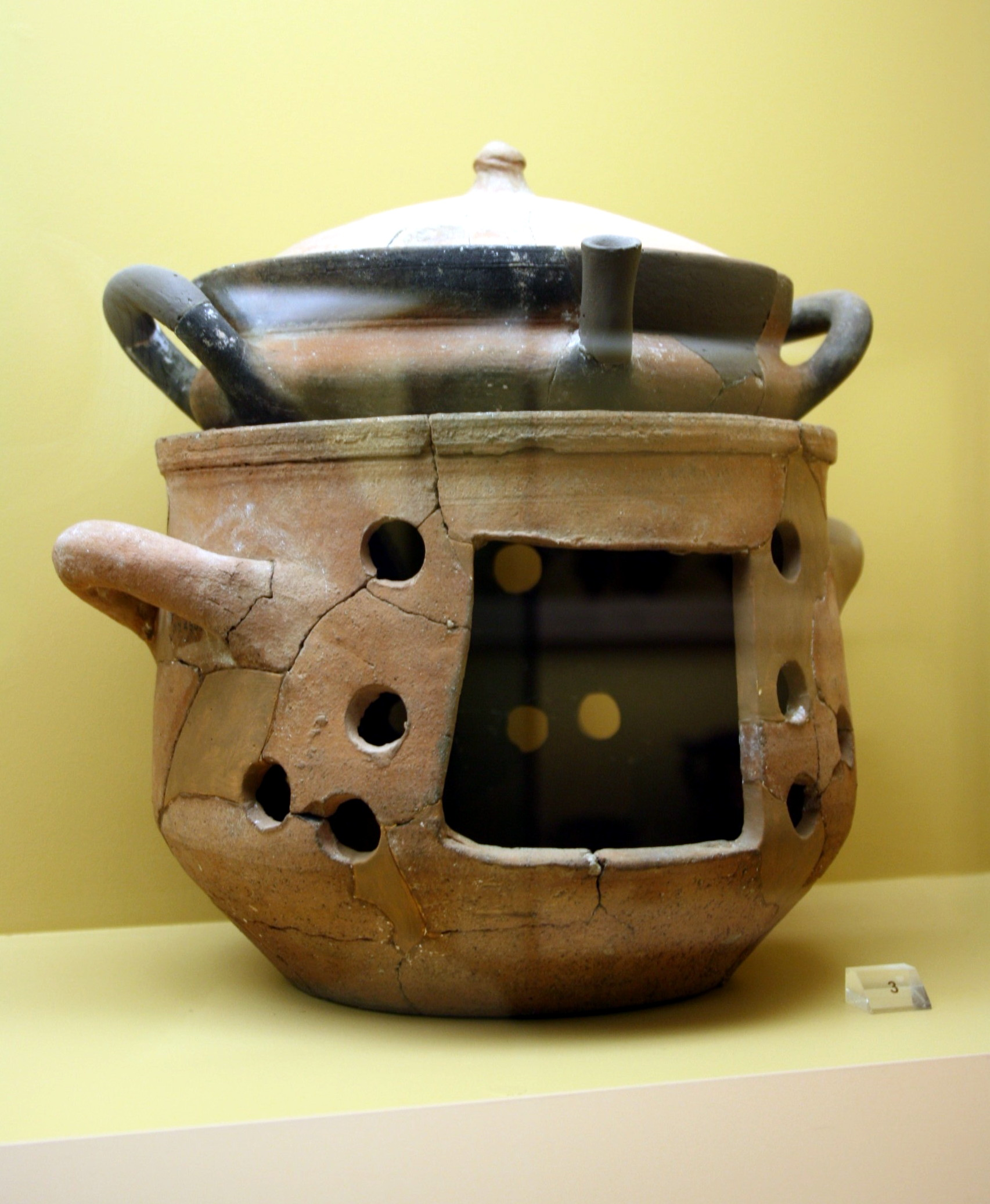
نوعی از دیزی مربوط به یونان باستان، سده‌های ۴ تا ۶ پیش از میلاد به نمایش درآمده در موزه باستانی آگورا در آتن.

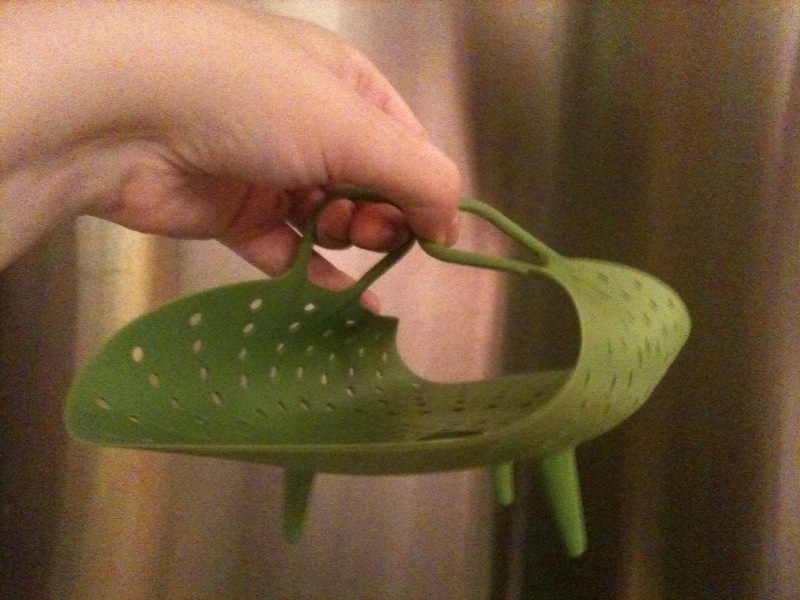
یک وسیله سیلیکونی برای غذای بخارپز که در یک قابلمه آب جوش قرار داده می‌شود.

## نگارخانه

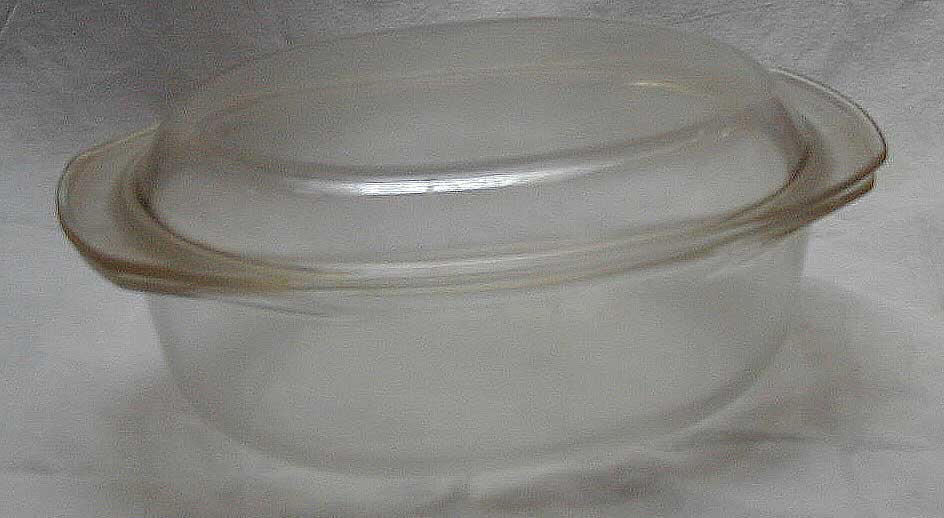
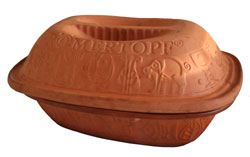
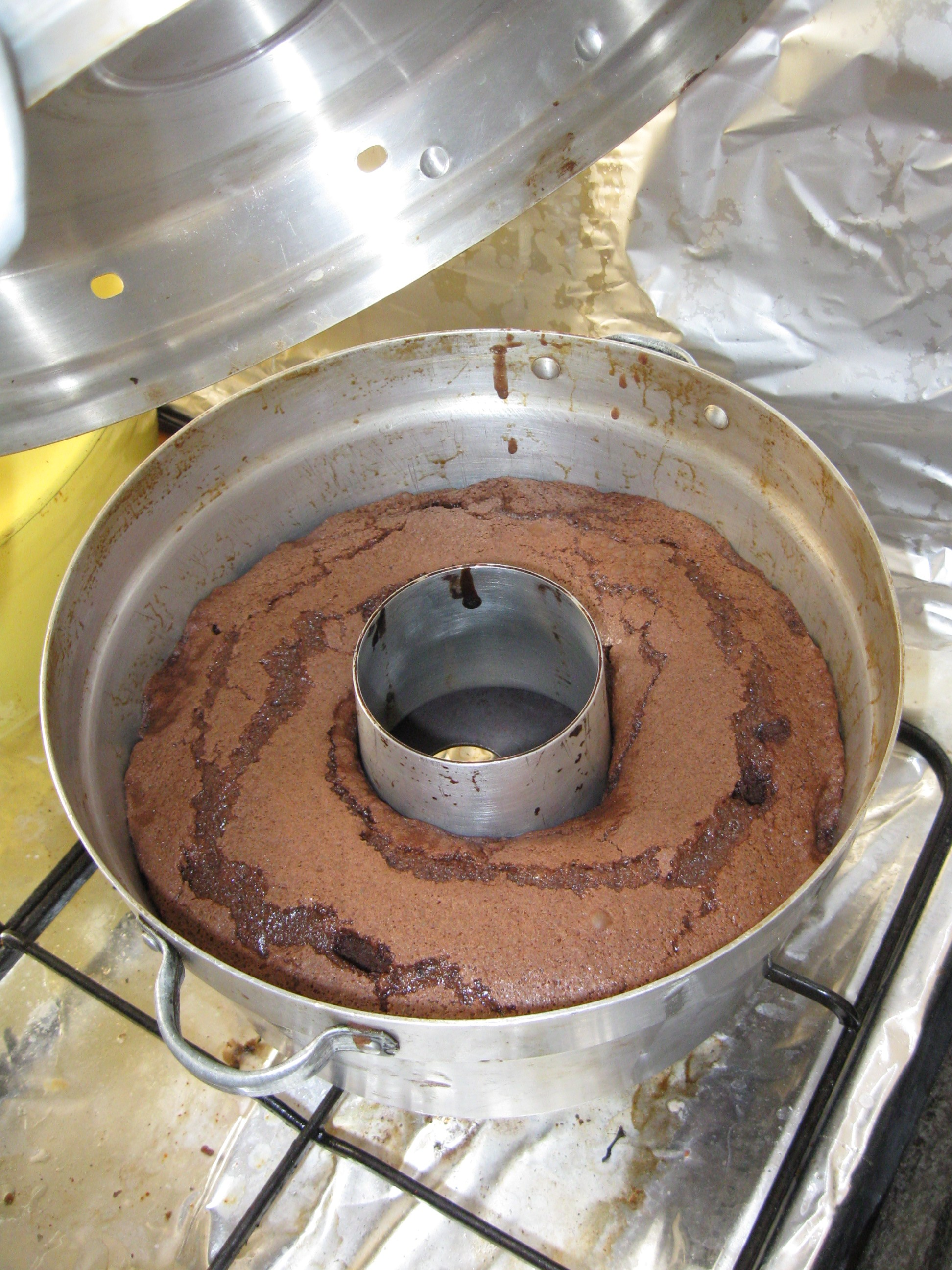
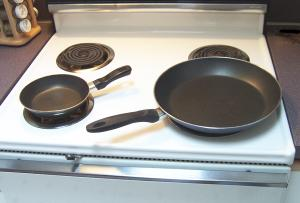
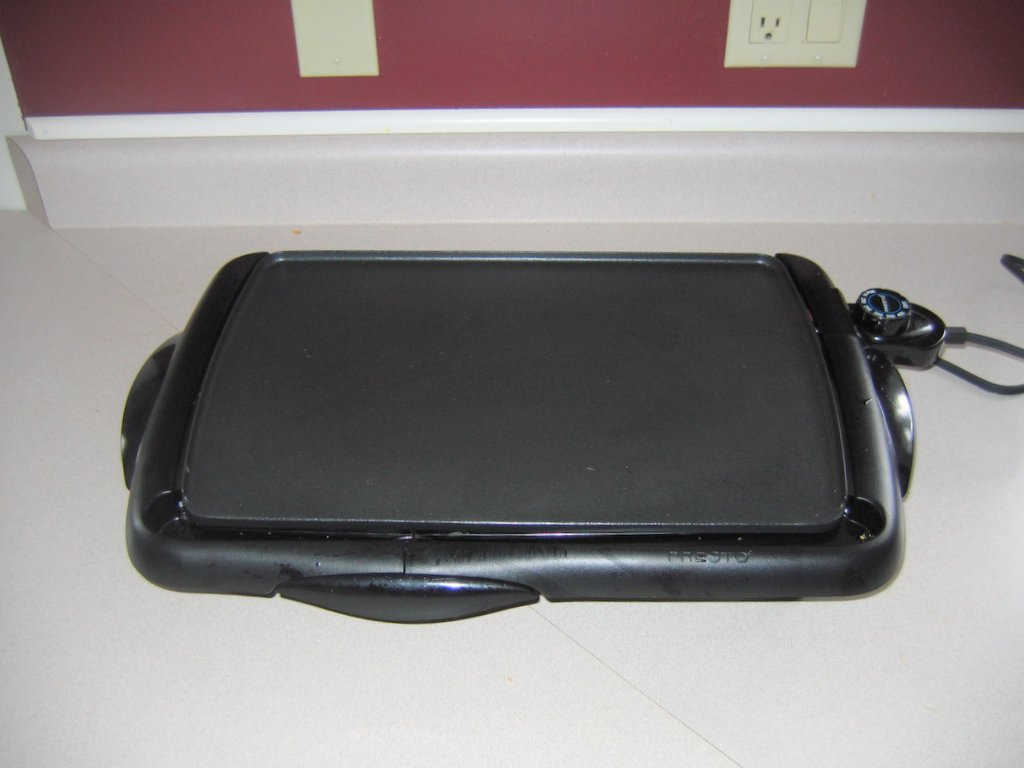
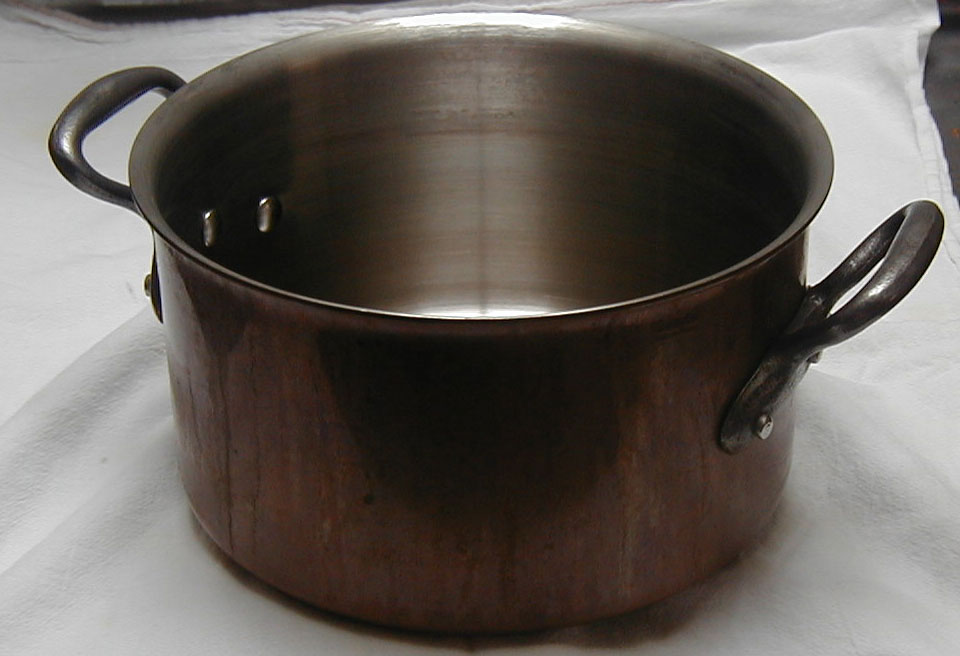
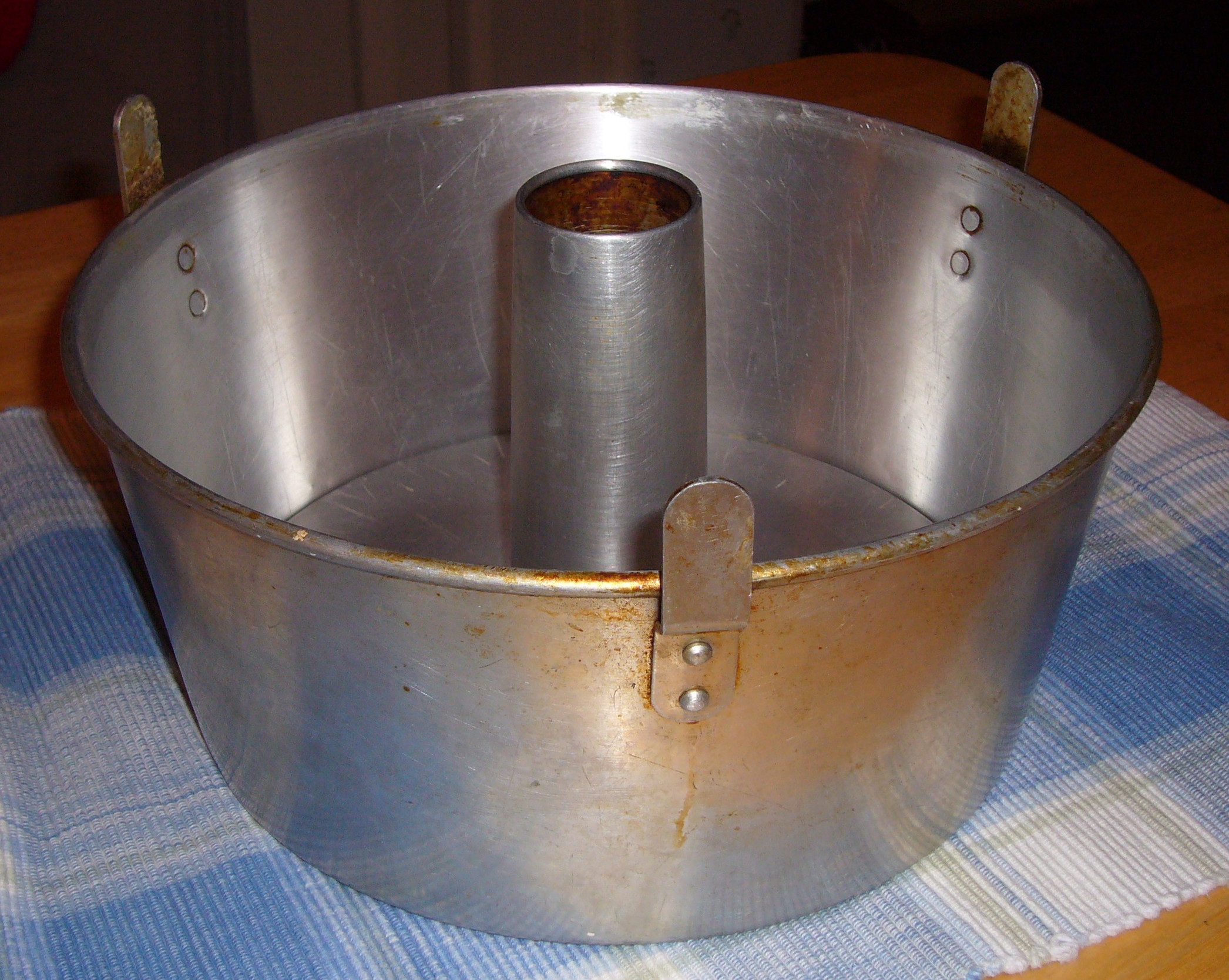
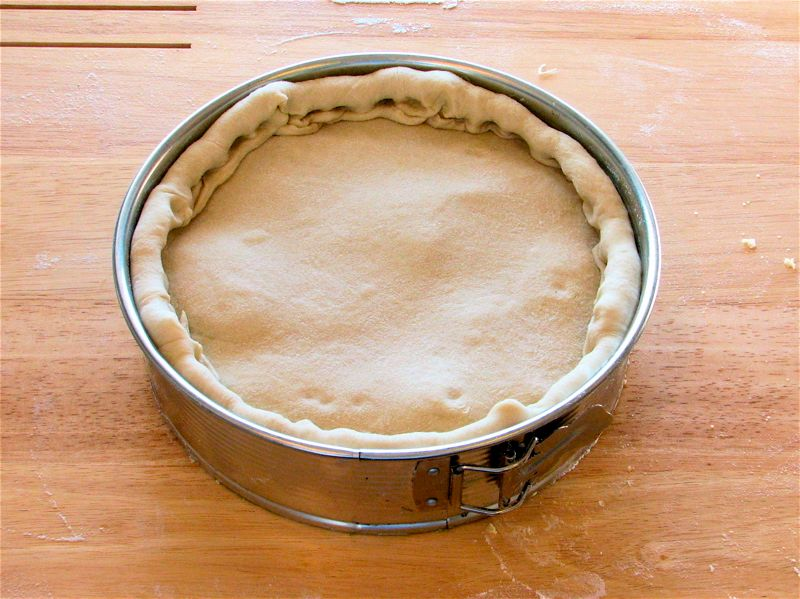
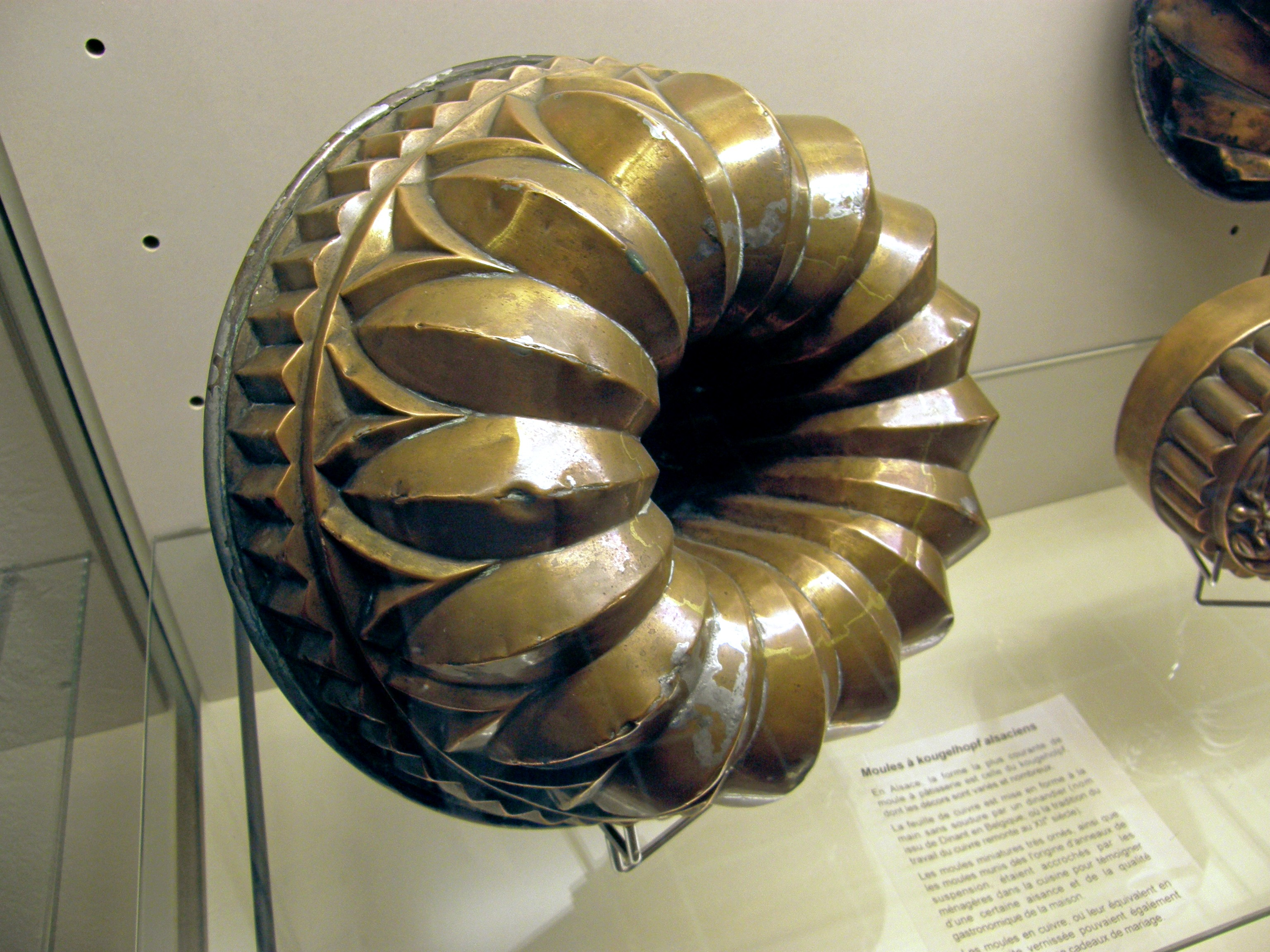